# Ride (jeu vidéo)
Ride est un jeu vidéo de course, développé et édité par Milestone, sorti en 2015 en Europe et en Amérique du Nord sur PlayStation 3, PlayStation 4, Xbox 360, Xbox One et Windows.
Il a pour suite Ride 2, Ride 3 et Ride 4.